# Нонасульфид октатитана
Нонасульфи́д октатита́на — бинарное неорганическое соединение
титана и серы
с формулой Ti8S9,
кристаллы.

## Получение
- Нагревание стехиометрической смеси чистых веществ:

{\displaystyle {\mathsf {8Ti+9S\ {\xrightarrow {1950^{o}C}}\ Ti_{8}S_{9}}}}

## Физические свойства
Нонасульфид октатитана образует кристаллы 
тригональной сингонии, пространственная группа R 3m, параметры ячейки a = 0,3147÷0,3425 нм, c = 2,645÷2,6493 нм, Z = 1
.
Соединение конгруэнтно плавится при температуре 1950°C (1975°C ).